# 한국문화나눔사회적협동조합
한국문화나눔사회적협동조합은 대한민국의 공동체라디오 경상북도 상주시 중심으로 라디오 방송을 송출하고 있다. 

## 연혁
- 2018년 4월 대한민국 문화체육관광부에서 설립 인가.
- 2021년 7월 대한민국 방송통신위원회에서 지상파 방송국 허가.
- 2023년 7월 1일 송출 중단.